# Терачино (Ријети)
Терачино је насеље у Италији у округу Ријети, региону Лацио.
Према процени из 2011. у насељу је живело 41 становника. Насеље се налази на надморској висини од 1158 м.